# HMS King George V (1911)
HMS King George V (ЕВК «Король Георг V») — первый британский линкор с таким именем (второй был заложен в 1937). Назван в честь английского короля Георга V Виндзорской династии, супруга королевы Марии.

## Конструкция
Водоизмещение 23 400 тонн. Длина наибольшая — 182,2 м. Ширина корпуса 27,15 м, осадка при нормальном водоизмещении носом — 7,8 м. Экипаж — 840 человек исходно, на начало 1916 года составлял 1114 человека.

### Силовая установка
4 паровые турбины, 18 паровых котлов Babcock & Wilcox.

#### Дальность плавания и скорость хода
Проектная мощность составляла 31 000 л.с., что должно было обеспечить скорость хода (в нормальном грузу) в 21,7 узла, а мощность 27 000 л.с. обеспечивала ход в 21 узел. 4 ноября 1912 года на заводских испытаниях на мерной миле в Плимуте, в третьем пробеге развил мощность 33 022 л.с. при средней частоте вращения гребных валов 339 об/мин, добился максимальной скорости 22,373 узла. На сдаточных испытаниях корабль показал ход 22,127 узлов.
Запас топлива угля: 2870 тонн, нефти: 800, что обеспечивало дальность плавания 5910 миль 10-узловым ходом или 3805 миль 21-узловым.
Четыре трёхлопастных гребных винта и два параллельных балансирных руля обеспечивали хорошую управляемость.

### Бронирование
Крупповская броня.

### Вооружение
10 13,5-дюймовых пушек в двухорудийных башнях. Расположение противоминной артиллерии изменилось по сравнению с кораблями предыдущих типов: двенадцать 102-мм пушек могли стрелять в носовом секторе, четыре в кормовом.

## Служба
Заложен на казённой верфи в Портсмуте 16 января 1911 года. Главная энергетическая установка была изготовлена фирмой Чарлза Парсонса на заводе в Уоллсэнде.
Спущен на воду 9 октября 1911 года. Крестный отец — английский король Георг V, которому была представлена честь разбить бутылку шампанского о борт корабля.
В начале октября 1912 года прошли заводские испытания, включавшие проведение испытаний с системой цистерн-успокоителей качки, которые закончились неудачей (цистерны использовались для заполнения нефтью).
Вошёл в состав флота 14 ноября 1912 года. В конце ноября 1912 года в Портсмуте полностью завершилась подготовка корабля к плаванию в составе 2-й эскадры линейных кораблей Флота Метрополии. Строительство линейного корабля «Кинг Джордж V» продолжалось 23 месяца. Стоимость постройки составляла 1 961 096 фунтов стерлингов.
Был флагманским кораблём во время его первого зарубежного визита на торжества по случаю завершения работ по расширению Кильского канала. Первый и единственный британский дредноут, на борт которого поднялся кайзер Германии Вильгельм II.
Принимал участие в Ютландском сражении под командой кэптена Ф. Л. Филда. Флагманский корабль 2-й эскадры линейных кораблей, флаг вице-адмирала сэра Мартина Джеррама. Головной корабль эскадры после развёртывания. Примерно в 19:07 с расстояния около 22 000 метров первым открыл огонь по одному из линейных кораблей типа «Кёниг». Из боя вышел без потерь.
Находился в составе Гранд Флита около северного побережья Германии при капитуляции её флота.
«King George V» хотя и был списан в 1919 году, использовался как учебное судно в 1923—1926 годах, и был разрезан на металлолом в 1926 году.